# Tibetische Sprache
Das Tibetische (tibetisch བོད་སྐད Wylie bod skad) gehört zu den tibeto-birmanischen Sprachen Asiens. Es wird von ca. sechs Millionen Menschen gesprochen, von denen die meisten in Tibet leben. Daneben gibt es etwa 130.000 Tibeter im Exil, hauptsächlich in Nepal, Indien und Bhutan. Die Sprache wird mit dem tibetischen Alphabet geschrieben, das wahrscheinlich aus einem Typ der altindischen Brahmi-Schrift abgeleitet ist.

## Offizieller und soziolinguistischer Status
Tibetisch ist neben Hochchinesisch Amtssprache im Autonomen Gebiet Tibet und anderen Teilen Chinas mit tibetischer Bevölkerung.
Die Tibeter sind eine der am wenigsten assimilierten Volksgruppen Chinas. 84 % der Tibeter in Tibet kommunizieren vor allem auf Tibetisch.

### Rechtliche Lage
In der Verfassung der Volksrepublik China von 1982 heißt es:

„Allen Nationalitäten steht es frei, ihre eigene Sprache und Schrift anzuwenden und zu entwickeln […]“

„Bei der Ausübung ihrer Funktionen bedienen sich die Organe der Selbstverwaltung der Regionen mit nationaler Autonomie entsprechend den Bestimmungen der Autonomie-Vorschriften der jeweiligen Gebiete in Wort und Schrift der in dem betreffenden Gebiet gebräuchlichen Sprache bzw. Sprachen.“

Im Jahr 1987 erließ die tibetische Regierung „Provisorische Vorschriften des Autonomen Gebietes Tibet über die Lehre, den Gebrauch und die Entwicklung der tibetischen Sprache und Schrift“, 1988 „Detaillierte Durchführungsbestimmungen zu den provisorischen Vorschriften des Autonomen Gebietes Tibet über die Lehre, den Gebrauch und die Entwicklung der tibetischen Sprache und Schrift“ und 2002 schließlich die „Vorschriften des Autonomen Gebietes Tibet über die Lehre, den Gebrauch und die Entwicklung der tibetischen Sprache und Schrift“.
Für die Entwicklung und Standardisierung der Sprache ist das staatliche Komitee für die terminologische Standardisierung des Tibetischen (བོད་ཡིག་བརྡ་ཚད་ལྡན་དུ་སྒྱུར་བའི་ལས་དོན་ཨུ་ཡོན་ལྷན་ཁང་གིས་བསྒྲིགས, chinesisch 藏語術語標準化工作委員會 / 藏语术语标准化工作委员会) zuständig.

### Alphabetisierung
Nach den Daten der letzten beiden Volkszählungen lag die Analphabetenrate unter Tibetern im Jahr 1990 bei 69,39 % (gegenüber 22,21 % der Gesamtbevölkerung Chinas); bis zum Jahr 2000 konnte sie um 31,47 % auf 47,55 % (Gesamtbevölkerung: 9,08 %) gesenkt werden.

### Schulsystem

#### Tibet
An 98 % der Grundschulen in Tibet war 1998 die Unterrichtssprache Tibetisch und 92 % der Grundschullehrer waren Tibeter; gleichzeitig wurde Chinesisch als Fremdsprache unterrichtet. Im Jahr 2002 gab es 181 Lehrbücher für 16 Unterrichtsgegenstände auf Tibetisch und es wurden acht Glossare naturwissenschaftlicher Fachterminologie erstellt; dennoch wurden an den Mittelschulen Mathematik, Physik und Chemie generell auf Chinesisch unterrichtet. Die Texte in den Lehrbüchern zur tibetischen Sprache und Literatur (gaiyig སྐད་ཡིག་, chinesisch 语文, Pinyin yǔwén) stammten 2004 zu 47 % aus moderner und zeitgenössischer tibetischer Literatur, zu 29 % aus traditioneller tibetischer Literatur und zu 24 % aus Übersetzungen aus dem Chinesischen. An den tibetischen Universitäten und Hochschulen war 1998 die Unterrichtssprache meist Chinesisch, außer in Fächern im Zusammenhang mit tibetischer Geschichte, Sprache und Literatur sowie traditioneller tibetischer Medizin.
Nach den Vorschriften sollen Han-Chinesen in Tibet auch Tibetisch lernen, doch diese Regelung wurde bereits im Jahre 2006 generell ignoriert.

#### Exilanten in Indien
An den tibetischen Schulen in Indien war die Unterrichtssprache bis 1985 ausschließlich Englisch; im Jahre 2006 wurde an einigen Grundschulen in den ersten fünf Jahren teilweise auf Tibetisch unterrichtet, ab dem sechsten Schuljahr nur auf Englisch und alle Mittelschullehrbücher waren auf Englisch.

### Medien
In Tibet selbst erschienen im Jahre 2000 total 14 Zeitschriften und 10 Tageszeitungen auf Tibetisch, dazu kam eine Handvoll regionaler und nationaler tibetischer Zeitungen und Zeitschriften in anderen Teilen Chinas, es gibt zahlreiche Radio- und Fernsehsender sowie Kinofilme auf Tibetisch (in den Varietäten von Lhasa und der Kamba); neun Verlage in China publizieren regelmäßig Bücher auf Tibetisch, jährlich erscheinen rund tausend Titel; Regierung, Justiz, Verwaltung etc. sowie Straßenschilder und Werbung sind laut Vorschriften zweisprachig.

## Dialekte und Stilebenen
Vor der Zeit der Volksrepublik China gab es drei verschiedene Formen des Tibetischen: erstens die in den Klöstern geübte Liturgiesprache (Chos-shad); zum zweiten die höfische Sprache, das stark formalisierte She-sa, heute noch die Sprache der gebildeten Oberklasse Lhasas; drittens das „Volkstibetisch“ (Phal-skad), die Umgangssprache mit zahlreichen, aufgrund der Weite des Landes untereinander oft kaum verständlichen Dialekten. Besonders in den oberen Stilebenen werden zahlreiche Ehrentitel verwendet. Wie in vielen asiatischen Sprachen besitzen häufig gebrauchte Wörter unterschiedliche Formen, um hierarchische Unterschiede auszudrücken. All diesen Varianten fehlte ein neuzeitliches Vokabular. Beginnend in den 1960ern wurde von Sprachwissenschaftlern ein „Neutibetisch“ entwickelt, bei dem sich Schreibung und Aussprache decken und das um zusätzliche Wörter erweitert wurde, so dass z. B. Schulunterricht in Physik, Chemie usw. möglich wurde. Auch die modernen Medien bedienen sich dieser auf Basis des Lhasa-Dialekts entwickelten Variante.
Die modernen tibetischen Dialekte kann man wie folgt einteilen:
| Dialektgruppe                             | Untergruppe        | Lokale Dialekte |
| dBus-gTsang (Ü-Tsang) ca. 1 Mio. Sprecher | Ü (dBus)           | Lhasa, Phenyül (´phan-yul), Tölung Dechen (stod lung bde chen), Meldro Gongkar (mal gro gong skar), Chushur (chu shur), Lhagyari (lha rgya ri), Tsetang (rtse thang)                                                                          |
| dBus-gTsang (Ü-Tsang) ca. 1 Mio. Sprecher | Tsang (gTsang)     | Shigatse (gzhis ka tse), Gyantse (rgyal rtse), Lhatse (lha tse), Dingri (ding ri), Sakya (sa skya), Dromo (gro mo) |
| Khams (Kham) ca. 1,5 Mio. Sprecher        | Nördliche Dialekte | Kardze: Kangding (Dardo), Nyagchukha (nyag chu kha), Draggo (brag ´go), Nyagrong (nyag rong), Kardze (dkar mdzes), Dainkog, Dege (sde dge) Qinghai – Yüru (yus hru) (Kyegu Do (skye rgu mdo)): Nangchen (nang chen) Chamdo entlang der Straße |
| Khams (Kham) ca. 1,5 Mio. Sprecher        | Südliche Dialekte  | Kardze: Lithang (li thang), Bathang (´ba´ thang), Yidun (Daxod), Derong (sde rong), Dabpa (´dab pa) Dechen und Chamdo: Markham (smar khams), Calho                                                                                            |
| Khams (Kham) ca. 1,5 Mio. Sprecher        | Nomadendialekte    | Nord-Chamdo: Tengchen (steng chen), Drachen (sbra chen) Nagchu (nag chu) Yüru (yus hru) (Kyegu): Thridu (khri ´du), Qoima |
| A-mdo (Amdo) ca. 800.000 Sprecher         | Bauerndialekte     | Xiahe (Labrang), Luqu, Tianzhu (Ra’gyei), Ledu (Nianbai), Rongren (Rêbgong), Tongde, Chiga |
| A-mdo (Amdo) ca. 800.000 Sprecher         | Nomadendialekte    | Zêkog, Marqu, Xinghai, Qilian, Gangca, Haiyan (Chinkuxung), Jigzhi, Baima, Gadê Ngawa |

Dzongkha, die Amtssprache in Bhutan, steht dem Tibetischen sehr nahe bzw. ist ein Dialekt des Tibetischen. Tibetische Dialekte werden auch in Nepal (Sherpa und Mustang), Indien (Ladakhi) und Pakistan (Baltistan) gesprochen. Die tibetische Exil-Koine basiert auf dem dBus-Dialekt.

## Phonologie
Das klassische Tibetisch und die moderne tibetische Schriftsprache unterscheiden sich in ihrer schriftlichen Form phonologisch nicht voneinander.
Es haben sich jedoch verschiedene tibetische Dialekte entwickelt, die untereinander teilweise nicht verständlich sind. Die moderne Schriftsprache ist pan-dialektal, d. h. wird von Sprechern verschiedener Dialekte verwendet.
Einige zentraltibetische Dialekte haben Töne entwickelt, aber weil östliche Dialekte wie Amdo und westliche wie Balti keine phonemischen Töne haben, kann das Tibetische nicht durchgängig als Tonsprache bezeichnet werden.

### Schriftsprache
Die tatsächliche Aussprache des klassischen Tibetisch ist eine Rekonstruktion auf der Grundlage ihrer geschriebenen Form und der modernen tibetischen Dialekte. In der folgenden Darstellung wird neben der tibetischen Schrift die Transkription von Wylie und eine mögliche Rekonstruktion in Internationaler Lautschrift (IPA) angegeben.

#### Silbenanlaute

##### Einfache Anlaute
| Tibetisch | Wylie | IPA |
| --------- | ----- | --- |
| ཀ         | ka    | k   |
| ཁ         | kha   | kʰ  |
| ག         | ga    | ɡ   |
| ང         | nga   | ŋ   |

| Tibetisch | Wylie | IPA |
| --------- | ----- | --- |
| ཅ         | ca    | t̠͡ɕ  |
| ཆ         | cha   | t̠͡ɕʰ |
| ཇ         | ja    | d̠͡ʑ  |
| ཉ         | nya   | ɲ   |

| Tibetisch | Wylie | IPA |
| --------- | ----- | --- |
| ཏ         | ta    | d   |
| ཐ         | tha   | tʰ  |
| ད         | da    | t   |
| ན         | na    | n   |

| Tibetisch | Wylie | IPA |
| --------- | ----- | --- |
| པ         | pa    | p   |
| ཕ         | pha   | pʰ  |
| བ         | ba    | b   |
| མ         | ma    | m   |

| Tibetisch | Wylie | IPA |
| --------- | ----- | --- |
| ཙ         | tsa   | ts  |
| ཚ         | tsha  | tsʰ |
| ཛ         | dza   | dz  |
| ཝ         | wa    | w   |

| Tibetisch | Wylie | IPA |
| --------- | ----- | --- |
| ཞ         | zha   | ʑ   |
| ཟ         | za    | z   |
| འ         | ’a    | ɦ   |
| ཡ         | ya    | j   |

| Tibetisch | Wylie | IPA |
| --------- | ----- | --- |
| ར         | ra    | r   |
| ལ         | la    | l   |
| ཤ         | sha   | ɕ   |
| ས         | sa    | s   |

| Tibetisch | Wylie | IPA |
| --------- | ----- | --- |
| ཧ         | ha    | h   |
| ཨ         | a     | —   |

##### Kombinierte Anlaute
Neben den oben angeführten einfachen Anlauten sind auch Konsonantenkombinationen als Silbenanlaute möglich. Traditionell wird nach der Schreibweise unterschieden zwischen Grundanlauten mit darüber-, darunter- und vorangestellten Konsonanten.

#### Vokale
Die tibetische Schriftsprache unterscheidet fünf Vokale: a, i, u, e und o.

#### Silbenauslaute
Am Silbenende kommen folgende einfache Konsonanten (in Wylie-Transkription) vor: -g, -ng, -d, -n, -b, -m, -’, -r, -l und -s. Außerdem können noch folgende Konsonantenkombinationen auftreten: -gs, -ngs, -bs und -ms.

### Lhasa-Dialekt
Als Dialekt der Hauptstadt der Autonomen Region Tibets und des Großteils der tibetischen Exilgemeinde kommt dem Lhasa-Dialekt eine besondere Rolle zu. In der folgenden Darstellung wird das Lautinventar des Lhasa-Dialekts in Internationaler Lautschrift und der offiziellen Transkription in China (die auf der chinesischen Pinyin-Umschrift beruht) beschrieben, außerdem sind die schriftsprachlichen Entsprechungen in Wylie-Transkription angeführt.

#### Töne
Der Lhasa-Dialekt hat vier Töne. Für die Angabe in IPA wird hier der Vokal a verwendet. Bei der Angabe in Ziffern bezeichnet 1 die niedrigste Tonhöhe, 5 die höchste.
| Register | Kontur                      | IPA | IPA  | Ziffern | Länge | offiziell (CHIV-803-1982) | ZWPY |
| -------- | --------------------------- | --- | ---- | ------- | ----- | ------------------------- | ---- |
| hoch     | eben                        | á   | a˥   | 55      | kurz  | 1                         | f    |
| hoch     | fallend                     | âː  | a˥˩  | 51      | lang  | 2                         | h    |
| tief     | steigend                    | à   | a˩˧  | 13      | kurz  | 3                         | v    |
| tief     | steigend bzw. etwas fallend | ǎː  | a˩˧˨ | 132     | lang  | 4                         | w    |

Das Register wird durch den Silbenanlaut bestimmt (s. u.). Die Konsonanten *g, *gs, *b, *bs, *d, *s, *ngs und *ms am Silbenende der geschriebenen Formen bewirken, dass eine Silbe im Hochton fallend (×́ → ×̂ː) bzw. dass eine Silbe im Tiefton steigend (×̀ → ×̌ː) ausgesprochen wird.

#### Silbenanlaute
Die pränasalierten Anlaute (mp, nt, nts, ɳʈʂ, ɲc, ɲtɕ, ŋk) werden nicht von allen Sprechern bzw. nicht in allen Kontexten pränasaliert ausgesprochen.
Der Ton einer Silbe hängt vom Anlautkonsonanten ab. Zur Veranschaulichung sind in der Tabelle die Anlaute in Lautschrift jeweils mit dem Vokal a und einem Tonzeichen für das jeweilige Register (hoch oder tief) versehen.
| IPA  | Wylie                                         | offiziell |
| ---- | --------------------------------------------- | --------- |
| pá   | p, sp, dp, lpa                                | b         |
| pà   | rb, sb, db, sbr                               | b         |
| mpà  | lb, ’b                                        | b         |
| pʰá  | ph, ’ph                                       | p         |
| pʰà  | b                                             | p         |
| má   | rm, sm, dm                                    | m         |
| mà   | m, mr                                         | m         |
| wà   | w, db                                         | w         |
| tá   | t, rt, lt, st, tw, gt, bt, brt, blt, bst, bld | d         |
| ntá  | lth                                           | d         |
| tà   | rd, sd, gd, bd, brd, bsd                      | d         |
| ntà  | zl, bzl, ld, md, ’d                           | d         |
| tʰá  | th, mth, ’th                                  | t         |
| tʰà  | d, dw                                         | t         |
| ná   | rn, sn, gn, brn, bsn, mn                      | n         |
| nà   | n                                             | n         |
| lá   | kl, gl, bl, rl, sl, brl, bsl                  | l         |
| là   | l, lw                                         | l         |
| ɬá   | lh                                            | lh        |
| tsá  | ts, rts, sts, tsw, gts, bts, brts, bsts       | z         |
| tsà  | rdz, gdz, brdz                                | z         |
| ntsà | mdz, ’dz                                      | z         |
| tsʰá | tsh, tshw, mtsh, ’tsh                         | c         |
| tsʰà | dz                                            | c         |
| sá   | s, sr, sw, gs, bs, bsr                        | s         |
| sà   | z, zw, gz, bz                                 | s         |
| ʈʂá  | kr, tr, pr, dkr, dpr, bkr, bskr, bsr          | zh        |
| ʈʂà  | dgr, dbr, bsgr, sbr                           | zh        |
| ɳʈʂà | mgr, ’gr, ’dr, ’br                            | zh        |
| ʈʂʰá | khr, thr, phr, mkhr, ’khr, ’phr               | ch        |
| ʈʂʰà | gr, dr, br, grw                               | ch        |
| ʂá   | hr                                            | sh        |
| rà   | r, rw                                         | r         |
| cá   | ky, rky, lky, sky, dky, bky, brky, bsky       | gy        |
| cà   | dgy, bgy, brgy, bsgy                          | gy        |
| ɲcà  | mgy, ’gy                                      | gy        |
| cʰá  | khy, mkhy, ’khy                               | ky        |
| cʰà  | gy                                            | ky        |
| tɕá  | c, cw, gc, bc, lca, py, dpy                   | j         |
| tɕà  | rj, gj, brj, dby                              | j         |
| ɲtɕà | lj, mj, ’j, ’by                               | j         |
| tɕʰá | ch, mch, ’ch                                  | q         |
| tɕʰà | j                                             | q         |
| tɕʰá | phy, ’phy                                     | q         |
| tɕʰà | by                                            | q         |
| ɕá   | sh, shw, gsh, bsh                             | x         |
| ɕà   | zh, zhw, gzh, bzh                             | x         |
| ɲá   | rny, sny, gny, brny, bsny, mny, nyw           | ny        |
| ɲà   | ny, my                                        | ny        |
| já   | g.y                                           | y         |
| jà   | y                                             | y         |
| ká   | k, rk, lk, sk, kw, dk, bk, brk, bsk           | g         |
| kà   | rg, sg, dg, bg, brg, bsg                      | g         |
| ŋkà  | lg, mg, ’g                                    | g         |
| kʰá  | kh, khw, mkh, ’kh                             | k         |
| kʰà  | g, gw                                         | k         |
| ŋá   | rng, lng, sng, dng, brng, bsng, mng           | ng        |
| ŋà   | ng                                            | ng        |
| ʔá   | —, db                                         | —         |
| ʔà   | ’                                             | —         |
| há   | h, hw                                         | h         |

#### Silbenauslaute
Im Lhasa-Dialekt gibt es 17 Vokale: i, ĩ, e, ẽ, ɛ, ɛ̃, a, ã, u, ũ, o, õ, ɔ, y, ỹ, ø und ø̃. Diese bilden mit den Konsonanten p, q, r, m und ɴ folgende Silbenauslaute:
| IPA       | a        | au      | aq     |       | aɴ       | ap     | am     | ar |        |
| offiziell | a        | au      | ag     |       | ang      | ab     | am     | ar |        |
| Wylie     | a        | a’u     | ag/ags |       | ang/angs | ab/abs | am/ams | ar |        |
| IPA       | ɛ        |         |        | ɛˀ    |          |        |        |    | ɛ̃      |
| offiziell | ai/ä     |         |        | ai/ä  |          |        |        |    | ain/än |
| Wylie     | al/a’i   |         |        | ad/as |          |        |        |    | an     |
| IPA       | e        |         | eq     | eˀ    | eɴ       | ep     | em     | er | ẽ      |
| offiziell | ê        |         | êg     | ê     | êng      | êp     | êm     | êr | ên     |
| Wylie     | e/el/e’i |         | eg/egs | ed/es | eng/engs | eb/ebs | em/ems | er | en     |
| IPA       | ø        |         |        | øˀ    |          |        |        |    | ø̃      |
| offiziell | oi/ö     |         |        | oi/ö  |          |        |        |    | oin/ön |
| Wylie     | ol/o’i   |         |        | od/os |          |        |        |    | on     |
| IPA       | i        | iu      | iq     | iˀ    | iɴ       | ip     | im     | ir | ĩ      |
| offiziell | i        | iu      | ig     | i     | ing      | ib     | im     | ir | in     |
| Wylie     | i/il/i’i | i’u/e’u | ig/igs | id/is | ing/ings | ib/ibs | im/ims | ir | in     |
| IPA       | u        |         | uq     |       | uɴ       | up     | um     | ur |        |
| offiziell | u        |         | ug     |       | ung      | ub     | um     | ur |        |
| Wylie     | u        |         | ug/ugs |       | ung/ungs | ub/ubs | um/ums | ur |        |
| IPA       | y        |         |        | yˀ    |          |        |        |    | ỹ      |
| offiziell | ü        |         |        | ü     |          |        |        |    | ün     |
| Wylie     | ul/u’i   |         |        | ud/us |          |        |        |    | un     |
| IPA       | o        |         | oq     |       | oɴ       | op     | om     | or |        |
| offiziell | o        |         | og     |       | ong      | op     | om     | or |        |
| Wylie     | o        |         | og/ogs |       | ong/ongs | ob/obs | om/oms | or |        |

Auslautendes -r fällt häufig aus und führt nur zur Längung des Vokals. Auslautendes -n der geschriebenen Formen führt meist zur Nasalierung des vorhergehenden Vokals.

#### Sandhi
In zwei- und mehrsilbigen Wörtern kommt es darüber hinaus zu einigen lautlichen Veränderungen. (In den folgenden Beispielen ist der schriftlichen Form in Wylie-Transliteration ein Stern vorangesetzt, darauf folgt die Aussprache in IPA in eckigen Klammern und die offizielle Transkription in runden Klammern.)
- Die zweite Silbe eines zweisilbigen Wortes wird statt mit einem Hochton mit einem Tiefton gesprochen.

*’a ma → [ámá] (ama)
*da lo → [tʰaló] (talo)
*kha lag → [kʰálâːˀ] (kalag)
- Die zweite Silbe wird mit einem Hochton statt mit einem Tiefton gesprochen und die Aspiration fällt weg, wenn ihr Anlaut ursprünglich aspiriert war, außer ihre schriftliche Form beginnt mit *b.

*nya kha → [ɲàká] (nyaga)
*o cha → [òtɕá] (oja)
Wenn *bu die zweite Silbe ist, wird es [pú] gesprochen.
Wenn *ba oder *bo die zweite Silbe ist, werden sie [wá] (wa) bzw. [wó] (wo) gesprochen.
- Wenn die erste Silbe den hohen fallenden Ton trägt, wird sie in zweisilbigen Wörtern im hohen ebenen Ton gesprochen (×̂ː→×́); wenn die erste Silbe den tiefen steigenden Ton trägt, wird sie im tiefen ebenen Ton gesprochen (×̌ː→×̀); wenn die zweite Silbe den tiefen steigenden Ton trägt, wird sie im hohen fallenden Ton gesprochen (×̌→×̂).

*thabs jus → [tʰátɕŷ] (tajü)
*bod yig → [pʰø̀ˀjî] (poiyi)
- Wenn die erste Silbe der geschriebenen Form auf *g, *gs, *ng oder *ngs endet, wird *po als zweite Silbe zu [kó]:

*yag po → [jàkó] (yago)
*mang po → [màŋkó] (manggo)
- Wenn eine Silbe mit *g, *j, *d, *b oder *dz beginnt, bewirken ein superskribiertes *l bzw. ein präskribiertes *m oder *’ Pränasalierung bzw. Nasalierung der vorhergehenden Silbe:

*bod ljongs → [pʰø̰̀tɕôŋ] oder [pʰø̀ⁿtɕôŋ] (poinjong)
*rta mgo → [táŋkó] (danggo)
*mi ’bor → [mìmpór] (mimbor)
*mi ’dug → [mìntû] (mindu)
- Wenn die zweite Silbe das Präfix *b trägt, wird es der ersten Silbe als Auslaut [⁠p⁠] angeschlossen.

*bzhi bcu → [ɕìptɕú] (xibju)
*bcu bzhi → [tɕùpɕí] (jubxi)
- Das Suffix *ba wird [wá] oder [wa] ausgesprochen; in der Umgangssprache verschmilzt es mit der vorhergehenden Silbe.

*ka ba → [kʰáː] (kawa)
*dra ba → [ʈʂʰàː] (zhawa)
*ko ba → [kóː] (gowa)
*du ba → [tʰʊò] (tuwa)
*mche ba → [tɕʰɛ́] (qêwa)
*lji ba → [ⁿtɕɪě] (jiwa)
- Das Suffix *’u bewirkt die Bildung von Diphthongen. (Die Suffixe *’o [⁠ò⁠], *’am [àm] und *’ang [àŋ] bilden eigene Silben.)

*i’u, *e’u → [ɪu] (iu)
*a’u → [au] (au)
- Die Silben *’u, *’o und *’e werden in Lehnwörtern verwendet und bilden lange Vokale oder Diphthonge.

*ma’o tse tung → [màu tsé túŋ] (Mao Zedong)
*kro’u en la’e → [ʈʂóu én lɛ̀ː] (Zhou Enlai)

## Grammatik
Tibetisch gehört zu den Ergativsprachen und ist flektierend.
Wie im Chinesischen werden abstrakte Substantive gerne durch Zusammenstellung von gegensätzlichen Adjektiven gebildet. Beispiel: tsha-grang wörtlich „heiß-kalt“, d. h. „Temperatur“.

### Morphologie

#### Substantive
In der klassischen Schriftsprache werden neun Fälle mit Suffixen markiert, die in der modernen Schriftsprache weitgehend erhalten sind:
- Absolutiv (nicht markiert)
- Genitiv (-gi, -gyi, -kyi, -’i, -yi)
- Agentiv (Ergativ/Instrumental) (-gis, -gyis, -kyis, -’is, -yis)
- Allativ (-la)
- Lokativ (-na)
- Terminativ (-ru, -su, -tu, -du, -r)
- Ablativ (-nas)
- Elativ (-las)
- Assoziativ (Komitativ) (-dang)

Es gibt mehrere Pluralsuffixe (-rnams, -dag), die jedoch nicht verwendet werden, wenn aus dem Kontext hervorgeht, dass das betreffende Wort im Plural ist.

#### Verben
Die tibetische Verbalmorphologie beruht sowohl auf Agglutination – Verben werden nach Person und Numerus flektiert, was durch Endungen deutlich gemacht wird, unterscheiden hier jedoch nur die erste Person von den beiden restlichen – als auch auf Wurzelflexion – hier wird mit Ton und Ablaut gearbeitet. Jedes Verb hat bis zu vier verschiedene Stämme, die von tibetischen Grammatikern traditionell als Gegenwart (lda-ta), Vergangenheit (’das-pa), Zukunft (ma-’ongs-pa) und Befehlsform (skul-tshigs) bezeichnet werden. Die verschiedenen Stämme werden meist durch Ablaut gebildet, z. B. byed, byas, bya, byos „machen“. Die genaue Funktion dieser Stammformen ist bis heute umstritten.
Die wenigsten Verben können sämtliche vier Stammformen bilden. Dieser Mangel an zeitlichen Ausdrucksformen wird im modernen Tibetisch durch Hilfsverben oder die Beifügung von Suffixen ausgeglichen.

### Syntax
Die Satzstellung ist grundsätzlich Subjekt-Objekt-Verb. Adjektive stehen nach dem Substantiv. Adverbialbestimmungen stehen vor dem Verb. Nomen im Genitiv stehen vor dem regierenden Substantiv.

## Schrift
Das tibetische Alphabet soll im 7. Jahrhundert von Thonmi Sambhota geschaffen worden sein. Der Legende nach erfand er nicht nur die tibetische Schrift, sondern auch die Sprache selbst, die er in einem zweibändigen Werk vollständig beschrieben haben soll.

### Allgemein
- Jīn Péng 金鹏 (Hrsg.): Zàngyǔ jiǎnzhì 藏语简志 (Abriss der tibetischen Sprache; Běijīng 北京, Mínzú chūbǎnshè 民族出版社 1983).
- Qú Ǎitáng 瞿霭堂: Zàngzú de yǔyán hé wénzì 藏族的语言和文字 (Sprache und Schrift der Tibeter; Běijīng 北京, Zhōngguó Zàngxué chūbǎnshè 中国藏学出版社 1996), ISBN 7-80057-278-1.

### Grammatiken
- Ghulam Hassan Lobsang: Short Sketch of Balti Grammar: Tibetan Dialect Spoken in Northern Pakistan. Universität Bern, Institut für Sprachwissenschaft, Bern, 1995.
- Isaak Jakob Schmidt: Grammatik der tibetischen Sprache. Herausgegeben von der Kaiserlichen Akademie der Wissenschaften. St. Petersburg und Leipzig, 1839.
- Peter Schwieger: Handbuch zur Grammatik der klassischen tibetischen Schriftsprache. IITBS, Halle (Saale) 2006, ISBN 978-3-88280-073-9.
- Zhōu Jìwén 周季文, Xiè Hòufāng 谢后芳: Zàngyǔ Lāsàhuà yǔfǎ 藏语拉萨话语法 (Grammatik des Lhasa-Dialekts; Běijīng 北京, Mínzú chūbǎnshè 民族出版社 2003), ISBN 7-105-05659-2.
- Wáng Zhìjìng 王志敬: Zàngyǔ Lāsà kǒuyǔ yǔfǎ 藏语拉萨口语语法 (Grammatik der tibetischen Umgangssprache von Lhasa; Běijīng 北京, Zhōngyāng mínzú dàxué chūbǎnshè 中央民族大学出版社 1994), ISBN 7-81001-359-9.

### Wörterbücher
Das erste von einem Europäer zusammengestellte Wörterbuch stammt von den Italienern da Ascoli, da Tours und Domenico da Fano. Es erreichte Europa im Jahr 1714 und ist als unveröffentlichtes Manuskript in der Bibliothèque Nationale in Paris erhalten. Die ersten vier Seiten des Manuskripts befassen sich mit der tibetischen Schrift, während die Seiten 5–41 das Lateinisch-Tibetische Wörterbuch bilden, das folgenden Titel trägt:
- Vocabulario Thibettano scritto con caratteri proprii ed esplicato con lettere Latine, e modo di pronunciarlo; estratto del Padre Domenico da Fano Capucino del Ditionario, ch’egli haveva fatto e portato in Europa, quando venne l’anno 1714 per (?) informare la sacra congregazione de propaganda fide dello stato di quella Novella missione per trattare in Roma lo stabilimento di esta Missione.[22]

Das zweite von Europäern verfasste Wörterbuch (Tibetisch-Italienisch) stammt von Horazio della Penna (1690–1745). Es wurde von F. C. G. Schroeter ins Englische übertragen und ist im Druck erschienen:
- John Marshman (Hrsg.): A dictionary of the Botanta or Butan language, printed from a manuscript copy by Schroeter, Serampore, 1826.

Das dritte von einem Europäer verfasste Wörterbuch stammt von Csoma de Körös, der als Begründer der Tibetologie gilt:
- Csoma de Körös, Alexander: Tibetan-English Dictionary, Reprinted by Akadémiai Kiadó, Budapest, 1984. Erstmals 1834 in Kalkutta unter folgendem Titel veröffentlicht: Essay towards a Dictionary, Tibetan and English. Prepared, with the assistance of Bandé Sangs-rgyas Phun-thsogs. Printed by the Baptist Mission Press.
- Isaac Jacob Schmidt: Tibetisch-Deutsches Wörterbuch – Online, nebst deutschem Wortregister. Herausgegeben von der Kaiserlichen Akademie der Wissenschaften. St. Petersburg / Leipzig 1841, 784 Seiten. Reprint Biblio-Verlag Otto Zeller, Osnabrück 1969.
- Heinrich August Jäschke: Handwörterbuch der tibetischen Sprache, 1871, 671 Seiten. Unitätsbuchhandlung Gnadau. Reprint Biblio-Verlag Otto Zeller, Osnabrück 1971. Leider nur in Handschrift.
- Stuart H. Buck: Tibetan-English Dictionary. Sri Satguru Publications, New Delhi, 1997 (Erstveröffentlichung: The Catholic University of America Press, 1969). 833 Seiten.
- Sarat Chandra Das; Rai Baradur: Tibetan-English Dictionary (Calcutta, Bengal Secretariat Book Depot 1902). Unzählige Nachdrucke. Tibetisch-Englisch-Sanskrit.
- Lama Dawasamdup Kazi: An English Tibetan Dictionary. Containing a vocabulary of approximately twenty thousand words with their Tibetan Equivalents. Baptist Mission Press, University of Calcutta, 1919. Reprinted by Munshiram Manoharlal Publishers Pvt Ltd, New Delhi 1994.
- Heinrich August Jäschke: A Tibetan-English Dictionary (London, 1881; unzählige Nachdrucke). Ein Standardwerk.
- Melvyn C. Goldstein; T. N. Shelling; J. T. Surkhang: The New Tibetan-English Dictionary of Modern Tibetan (University of California Press 2001), ISBN 0-520-20437-9.
- Melvin C. Goldstein: English-Tibetan Dictionary of Modern Tibetan (Paljor 2002), ISBN 81-85102-46-5.
- Eberhardt Richter: Tibetisch-Deutsches Wörterbuch. VEB Verlag Enzyklopädie, Leipzig, 1966 (444 Seiten).
- Tashi Tsering: English-Tibetan-Chinese Dictionary. Mi rigs dpe skrun khang, Beijing, 1988 (1233 Seiten).
- Zhāng Yísūn 张怡荪 (Hrsg.): bod rgya tshig mdzod chen mo / Zàng-Hàn dà cídiǎn 藏汉大辞典 (Großes tibetisch-chinesisches Wörterbuch; Běijīng 北京, mi rigs dpe skrun khang / Mínzú chūbǎnshè 民族出版社 1985). Umfangreiches Standard-Wörterbuch, Tibetisch-Tibetisch-Chinesisch.
- bod rgya shan sbyar gyi lha sa’i kha skad tshig mdzod བོད་རྒྱ་ཤན་སྦྱར་གྱི་ལྷ་སའི་ཁ་སྐད་ཚིག་མཛོད། / Zàng-Hàn duìzhào Lāsà kǒuyǔ cídiǎn 藏汉对照拉萨口语词典 (Tibetisch-chinesisches Wörterbuch der Umgangssprache von Lhasa; Běijīng 北京, mi rigs dpe skrun khang / Mínzú chūbǎnshè 民族出版社 1983)
- Wörterbuch der tibetischen Schriftsprache. Im Auftrag der Kommission für zentral- und ostasiatische Studien der Bayerischen Akademie der Wissenschaften in Kommission beim Verlag C.H. Beck, München. Bisher 51 Lieferungen 2005-2021.

### Lehrbücher
- Ellen Bartee, Nyima Droma [nyi ma sgrol ma]: A beginning textbook of Lhasa Tibetan (Běijīng 北京, Zhōngguó Zàngxué chūbǎnshè 中国藏学出版社 2000), ISBN 7-80057-430-X.
- Melvyn C. Goldstein, Lobsang Phuntshog, Gelek Rimpoche: Essentials of modern literary Tibetan. A reading course and reference grammar (University of California Press 2001), ISBN 0-520-07622-2.
- Stephen Hodge: An Introduction to Classical Tibetan. Aris & Philipps, Warminster, England, 1990. ISBN 0-85668-548-8 (limp).
- Zàngwén pīnyīn jiàocái – Lāsàyīn 藏文拼音教材•拉萨音 / bod yig gi sgra sbyor slob deb, lha sa’i skad བོད་ཡིག་གི་སྒྲ་སྦྱོར་སློབ་དེབ། ལྷ་སའི་སྐད། (Lehrmaterial für die Transkription des Tibetischen, Lhasa-Dialekt; Běijīng 北京, Mínzú chūbǎnshè 民族出版社 1983), ISBN 7-105-02577-8.
- Michael Hahn: Lehrbuch der klassischen tibetischen Schriftsprache (Swisttal-Odendorf, Indica et Tibetica Verlag 1996), ISBN 3-923776-10-1.
- Christine Sommerschuh: Einführung in die tibetische Schriftsprache. Lehrbuch für den Unterricht und das vertiefende Selbststudium (BoD-Verlag, 2008), ISBN 978-3-8370-1214-9.
- Peter Schwieger: Handbuch zur Grammatik der klassischen tibetischen Schriftsprache. International Institute for Tibetan and Buddhist Studies GmbH, Halle 2006.
- Nicolas Tournadre, Sangda Dorje: Manual of Standard Tibetan (Snow Lion 2003), ISBN 978-1-55939-189-4.
- Florian Reissinger: Tibetisch-Wort für Wort (Kauderwelsch 2011), ISBN 978-3-89416-541-3